# Рыженко, Григорий Иванович
Григорий Иванович Рыженко (1923 — 2002) — советский сержант, командир отделения 42-го отдельного сапёрного батальона, 136-й стрелковой дивизии, 47-го стрелкового корпуса, 70-й армии, 2-го Белорусского фронта. Полный кавалер Ордена Славы.

## Биография
Родился 16 марта 1923 года в городе Прилуки в рабочей семье, после окончания пяти классов работал жестянщиком в артели.
С 1943 года призван в ряды РККА и  направлен в действующую армию — сапёр и командир отделения 42-го отдельного сапёрного батальона, 136-й стрелковой дивизии, 47-го стрелкового корпуса, 70-й армии воевал на 2-м Белорусском фронте, был трижды ранен.
С 14 по 28 января 1944 года сапёр, рядовой Г. И. Рыженко в районе села Тихоновка в бою истребил шесть автоматчиков. Доставляя секретный пакет в штаб корпуса, вступил в схватку с врагом и сразил несколько вражеских солдат. При ликвидации окружённой группировки противника под городом Корсунь-Шевченковский 10 февраля 1944 года участвовал в отражении вражеских атак и уничтожил до десяти гитлеровцев. За это 3 мая 1944 года Указом Президиума Верховного Совета СССР  Г. И. Рыженко  был награждён  Орденом Славы 3-й степени.
1 июля 1944 года  ефрейтор Г. И. Рыженко дважды ходил в тыл противника в районе села Корытница и добыл важные разведывательные сведения, участвовал в захвате двух "языков". Близ села Пустомыты обнаружил минное поле противника и под огнём снял четырнадцать мин, а также проделал проход в проволочном заграждении противника для дивизионной разведывательной группы. 10 августа 1944 года Указом Президиума Верховного Совета СССР Г. И. Рыженко был награждён Орденом Славы 2-й степени. 
27 марта 1945 года командир отделения,  сержант Г. И. Рыженко  одним из первых переправился на подручных средствах через реку Висла на остров Хель, разведал систему обороны противника и доставил командованию ценные сведения. Обеспечивая форсирование реки основными силами дивизии, под огнём вместе с бойцами отделения проделал на острове проход в проволочном заграждении и минном поле, обезвредив до двадцати мин. При дальнейшем наступлении на город Данциг гранатами подавил вражеский дзот.  4 августа 1944 года Указом Президиума Верховного Совета СССР Г. И. Рыженко был награждён Орденом Славы 1-й степени.
В 1947 году старшина  Г. И. Рыженко был демобилизован из рядов Советской армии. До выхода не пенсию в 1984 году работал на различных должностях в городе Прилуки. Умер 1 октября 2002 года в городе Прилуки.

## Награды
- Орден Славы I степени (1945)
- Орден Славы II степени (1944)
- Орден Славы III степени (1944)
- Орден Красного Знамени (1944)
- Орден Красной Звезды (1944)
- Орден Отечественной войны I степени (1985) и II степени (1945)
- Медаль «За победу над Германией в Великой Отечественной войне 1941—1945 гг.»

### Звания
- Почётный гражданин города Прилуки